# Otto Fischl
Otto Fischl, né le 17 août 1902 à Dobřany (Autriche-Hongrie) et mort le 3 décembre 1952 à Prague (Tchécoslovaquie), est un homme politique et diplomate tchécoslovaque victime des procès de Prague, des parodies de procès.

## Biographie

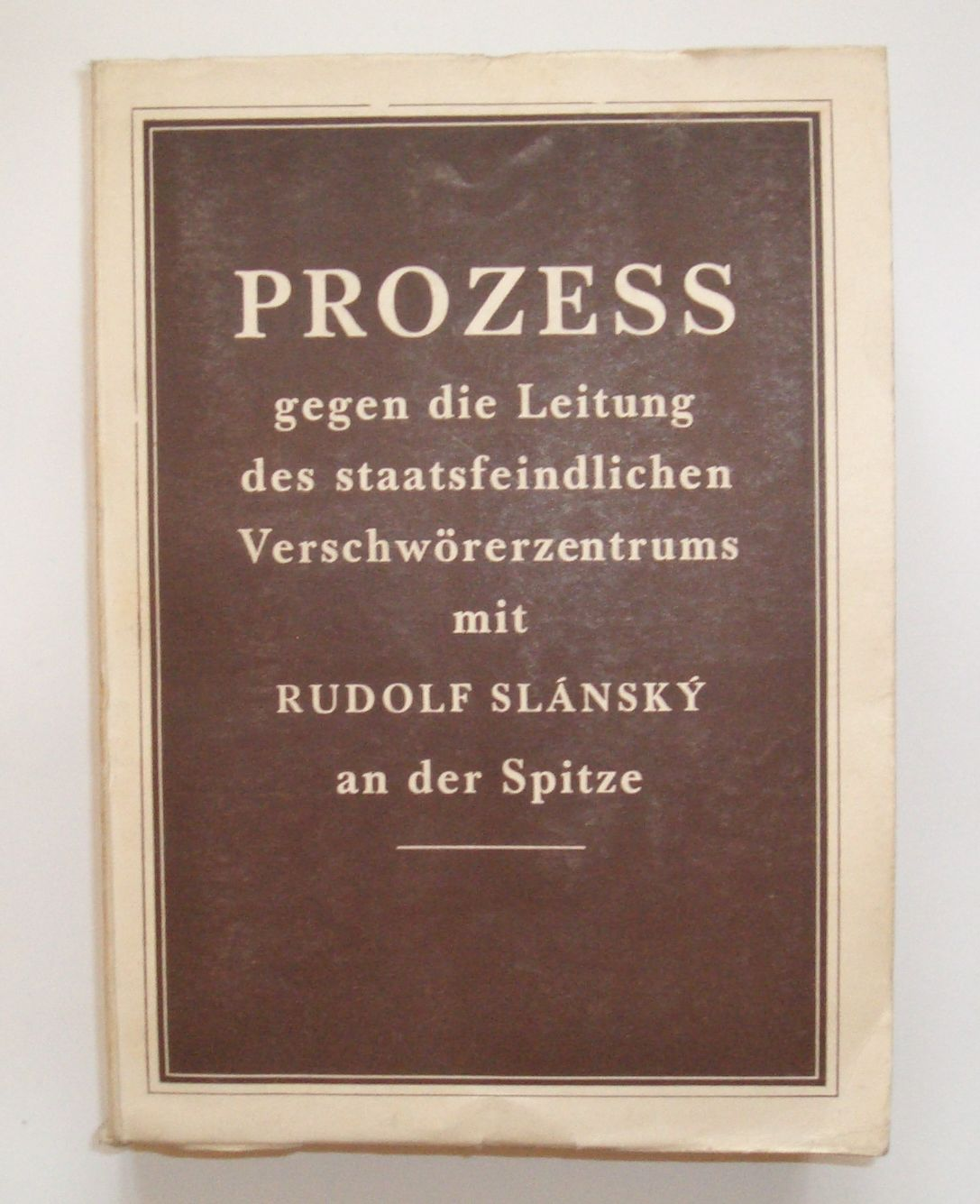
Dossier d'accusation en allemand des procès de Prague

Issu d'une famille juive, il étudia dans un gymnasium de Pilsen avant d'entreprendre des études de droit à l'université Charles de Prague. Il rejoignit le Parti communiste tchécoslovaque en 1928 et devint avocat en 1931. Après l'instauration du Protectorat de Bohême-Moravie, il s'exila au Royaume-Uni, tout comme le gouvernement provisoire tchécoslovaque.
Après la Seconde Guerre mondiale, il rejoignit le siège du parti communiste tchécoslovaque où il s'occupa du secteur des entreprises. Après la fondation de la République socialiste tchécoslovaque, il devint vice-ministre des finances dans le gouvernement (de) d'Antonín Zápotocký, puis, après la création de la République démocratique allemande, il devint ambassadeur à Berlin-Est le 1er décembre 1949.
Le 30 juin 1951, Fischl fut arrêté dans le cadre de l'affaire impliquant le diplomate américain et activiste marxiste Noel Field et accusé de haute trahison dans ce qui allait devenir les procès de Prague. L'antisémitisme, tout comme dans le complot des blouses blanches, y joua un rôle important, Fischl, comme la majorité de ses coaccusés, étant d'origine juive. En tant que vice-ministre des finances, il avait pourtant été la terreur des émigrants juifs : de par ses informateurs dans les cercles d'émigrants, il transforma la chasse aux biens cachés en une sorte de sport privé, n'hésitant pas à se déplacer à l'aéroport pour vérifier les biens que les émigrants emportaient, les confisquant s'ils n'avaient pas été autorisés, ce qui lui valut le surnom de « Himmler juif » : « Cet homme, qui avait prononcé des discours acerbes contre les émigrants juifs - on peut les lire dans les journaux - aurait pu être le complice de Slansky en faveur des émigrants juifs ? - Mais un véritable procureur communiste ne se laisse pas abuser par de telles contradictions. Donc, tout simplement, les discours de Fischl contre les actions illégales des émigrants juifs n'ont été qu'un camouflage ; ses confiscations personnelles aux postes frontières n'ont été qu'une ruse pour dissimuler ses "activités de sabotage avec les riches émigrants juifs". ». On le fit aussi s'accuser d'être « un Juif bourgeois nationaliste ». 
Fischl et dix de ses co-accusés furent condamnés à la peine de mort le 27 novembre 1952. Le 3 décembre 1952, ils furent tous exécutés à la prison de Pankrác avant le lever de l'aube. Fischl fut le cinquième à monter sur la potence, après Bedřich Geminder (en), Otto Šling (en), André Simone et Karel Šváb (cs). Il fut pendu à 4 heures pile et déclaré mort cinq minutes plus tard.